# Skala twardości Millera

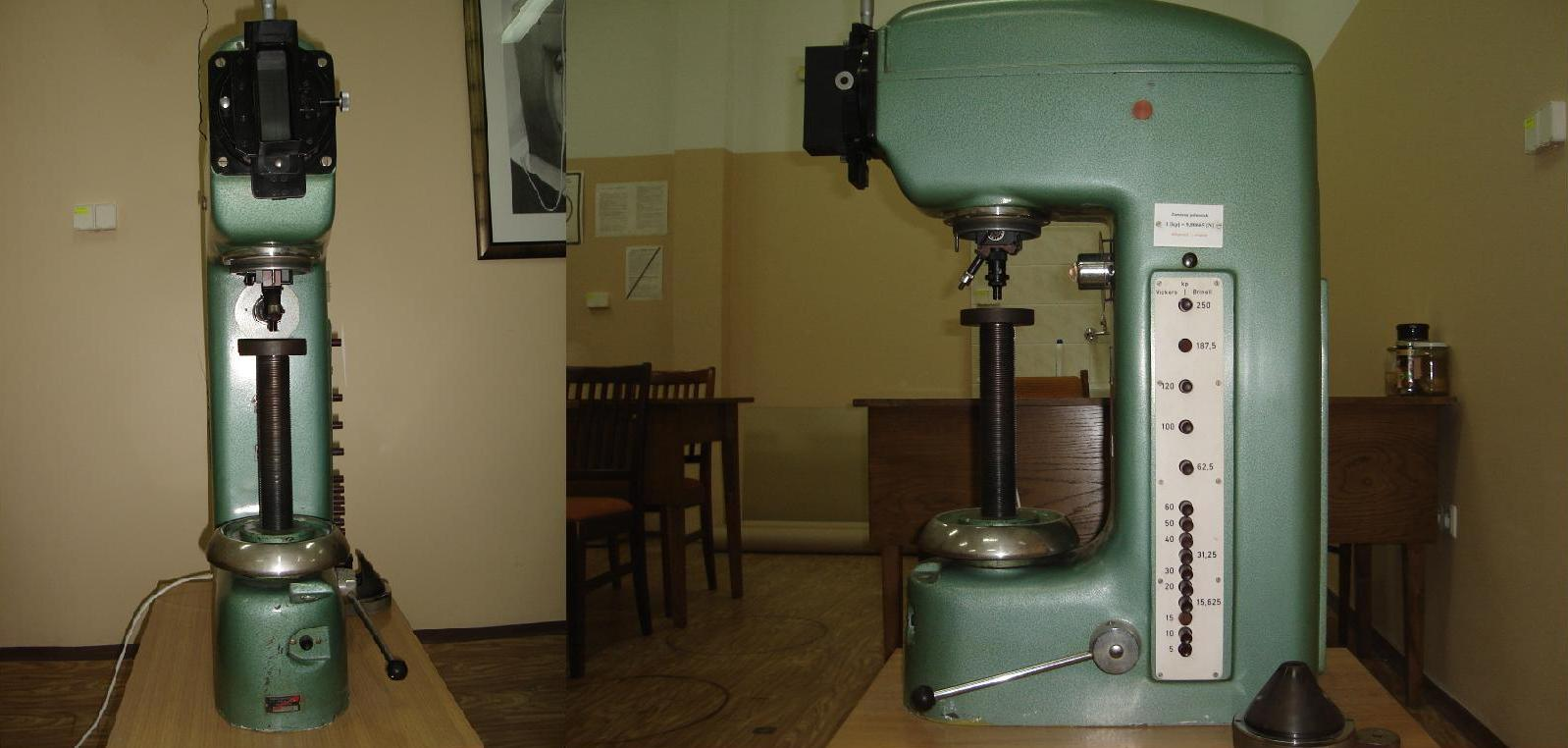
Twardościomierz

Skala twardości Millera – skala dla oznaczania twardości stali na podstawie testu dynamicznego (odbicie sprężyste), skorelowana ze skalą twardości Rockwella C (HRC).
Twardościomierz przenośny oraz metodę pomiaru opracował ok. 1980 r. Amerykanin Arthur Miller i opatentował w 1982 r.
Miarą twardości jest wysokość odbicia kulki stalowej, opadającej uprzednio spadkiem swobodnym (grawitacyjnym) na powierzchnię materiału mierzonego. Jest to metoda nieniszcząca, ponieważ kulka nie zostawia śladu na materiale.
Twardościomierz przenośny Millera jest wykonany całkowicie z lekkiego tworzywa sztucznego. Składa się z obsługiwanego ręcznie mechanizmu zwalniania kulki, przezroczystej rurki zaopatrzonej w podziałkę skali Millera oraz podstawy.
Produkowany seryjnie model twardościomierz Millera zaopatrzony jest w kulkę stalową fi 4,7 mm oraz skalę twardości o zakresie pomiarowym 10-23,3 HM 4,7/225 (gdzie 4,7 to średnica kulki w mm, a 225 to wysokość spadku swobodnego w mm), która odpowiada skali Rockwella C w zakresie 20–65 HRC.
Twardościomierz jest przeznaczony do pomiaru twardości elementów o płaskiej powierzchni, która jest ustawiona prostopadle do kierunku działania siły grawitacji. Minimalna grubość materiału mierzonego wynosi ok. 6 mm.